# Aphrodora sulcata
Aphrodora sulcata is een tweekleppigensoort uit de familie van de Veneridae. De wetenschappelijke naam van de soort is voor het eerst geldig gepubliceerd in 1978 door Zorina.